# Georgia Crăciun
Georgia Andreea Crăciun (n. 14 iulie 1999, Brăila, România) este o jucătoare profesionistă de tenis română.
Cea mai bună clasare a lui Crăciun în cariera de simplu este locul 331 în clasamentul WTA, atins pe 23 iunie 2025,in clasamentul WTA la dublu cea mai buna clasare este poziția 461. Crăciun a câștigat 13 titluri ITF la simplu și 12 titluri ITF la dublu.
Crăciun și-a făcut debutul în circuitul WTA, intrând pe tabloul principal la BRD Bucharest Open 2017, când a primit un wild-card de intrare la dublu cu partenera sa română Alexandra Dulgheru. Perechea a pierdut în primul tur în fața cuplului format din belgianca Elise Mertens și neerlandeza Demi Schuurs.

## Finale în circuitul ITF

### Individual: 6 (3–3)
| Legendă                    |
| -------------------------- |
| Turnee 100.000 $           |
| Turnee 75.000 $ / 80.000 $ |
| Turnee 50.000 $ / 60.000 $ |
| Turnee 25.000 $            |
| Turnee 15.000 $            |
| Turnee 10.000 $            |

| Rezultat     | No. | Data              | Turneu                   | Suprafață | Adversară       | Scor        |
| Finalistă    | 1.  | 25 mai 2015       | Galați, România          | Zgură     | Fanny Stollár   | 6-2 4-6 5-7 |
| Câștigătoare | 1.  | 27 februarie 2017 | Antalya, Turcia          | Zgură     | Pia König       | 6-3 6-2     |
| Finalistă    | 2.  | 23 mai 2017       | Antalya, Turcia          | Zgură     | Lisa Matviyenko | 3-6 6-1 5-7 |
| Câștigătoare | 2.  | 13 iunie 2017     | Curtea de Argeș, România | Zgură     | Riya Bhatia     | 6–1, 6–1    |
| Finalistă    | 3.  | 2 iulie 2017      | București, România       | Zgură     | Cristina Dinu   | 3-6 3-6     |
| Câștigătoare | 3.  | 2 octombrie 2017  | Antalya, Turcie          | Zgură     | Sofia Kovaleț   | 6–3, 6–4    |

| Legendă                    |
| -------------------------- |
| Turnee 100.000 $           |
| Turnee 75.000 $ / 80.000 $ |
| Turnee 50.000 $ / 60.000 $ |
| Turnee 25.000 $            |
| Turnee 15.000 $            |
| Turnee 10.000 $            |

| Rezultat     | No. | Data               | Turneu                   | Suprafață | Parteneră                 | Adversare în finală                     | Scor           |
| Finalistă    | 1.  | 30 august 2014     | Mamaia, România          | Zgură     | Patricia Maria Țig        | Irina Maria Bara Andreea Mitu           | 4–6, 1–6       |
| Finalistă    | 2.  | 21 august 2016     | Galați, România          | Zgură     | Karola Bejenaru           | Oana Georgeta Simion Gabriela Talabă    | 7-5 4-6 [3-10] |
| Câștigătoare | 1.  | 27 februarie 2017  | Antalya, Turcia          | Zgură     | Ilona Georgiana Ghioroaie | Anastasia Frolova Alena Tarasova        | 6–1, 6–4       |
| Câștigătoare | 2.  | 23 mai 2017        | Antalya, Turcia          | Zgură     | Ilona Georgiana Ghioroaie | Mariana Dražić Emilie Francati          | 6–2, 6–4       |
| Câștigătoare | 3.  | 30 mai 2017        | Antalya, Turcia          | Zgură     | Ilona Georgiana Ghioroaie | Ena Kajević Noelia Zeballos             | Walkover       |
| Câștigătoare | 4.  | 13 iunie 2017      | Curtea de Argeș, România | Zgură     | Ilona Georgiana Ghioroaie | Camelia Hristea Gabriela Nicole Tătăruș | 6–3, 7–5       |
| Câștigătoare | 5.  | 25 septembrie 2017 | Antalya, Turcia          | Zgură     | Andreea Ghițescu          | Amina Anșba Melis Sezer                 | 6–2, 6–2       |

| Legendă                    |
| -------------------------- |
| Turnee 100.000 $           |
| Turnee 75.000 $ / 80.000 $ |
| Turnee 50.000 $ / 60.000 $ |
| Turnee 25.000 $            |
| Turnee 15.000 $            |
| Turnee 10.000 $            |

| Rezultat     | No. | Data               | Turneu                   | Suprafață | Parteneră                 | Adversare în finală                     | Scor           |
| Finalistă    | 1.  | 30 august 2014     | Mamaia, România          | Zgură     | Patricia Maria Țig        | Irina Maria Bara Andreea Mitu           | 4–6, 1–6       |
| Finalistă    | 2.  | 21 august 2016     | Galați, România          | Zgură     | Karola Bejenaru           | Oana Georgeta Simion Gabriela Talabă    | 7-5 4-6 [3-10] |
| Câștigătoare | 1.  | 27 februarie 2017  | Antalya, Turcia          | Zgură     | Ilona Georgiana Ghioroaie | Anastasia Frolova Alena Tarasova        | 6–1, 6–4       |
| Câștigătoare | 2.  | 23 mai 2017        | Antalya, Turcia          | Zgură     | Ilona Georgiana Ghioroaie | Mariana Dražić Emilie Francati          | 6–2, 6–4       |
| Câștigătoare | 3.  | 30 mai 2017        | Antalya, Turcia          | Zgură     | Ilona Georgiana Ghioroaie | Ena Kajević Noelia Zeballos             | Walkover       |
| Câștigătoare | 4.  | 13 iunie 2017      | Curtea de Argeș, România | Zgură     | Ilona Georgiana Ghioroaie | Camelia Hristea Gabriela Nicole Tătăruș | 6–3, 7–5       |
| Câștigătoare | 5.  | 25 septembrie 2017 | Antalya, Turcia          | Zgură     | Andreea Ghițescu          | Amina Anșba Melis Sezer                 | 6–2, 6–2       |